# Bethlehem Steel
 (février 2012).
Si vous disposez d'ouvrages ou d'articles de référence ou si vous connaissez des sites web de qualité traitant du thème abordé ici, merci de compléter l'article en donnant les références utiles à sa vérifiabilité et en les liant à la section « Notes et références ».
Pour les articles homonymes, voir Bethlehem et Steel.

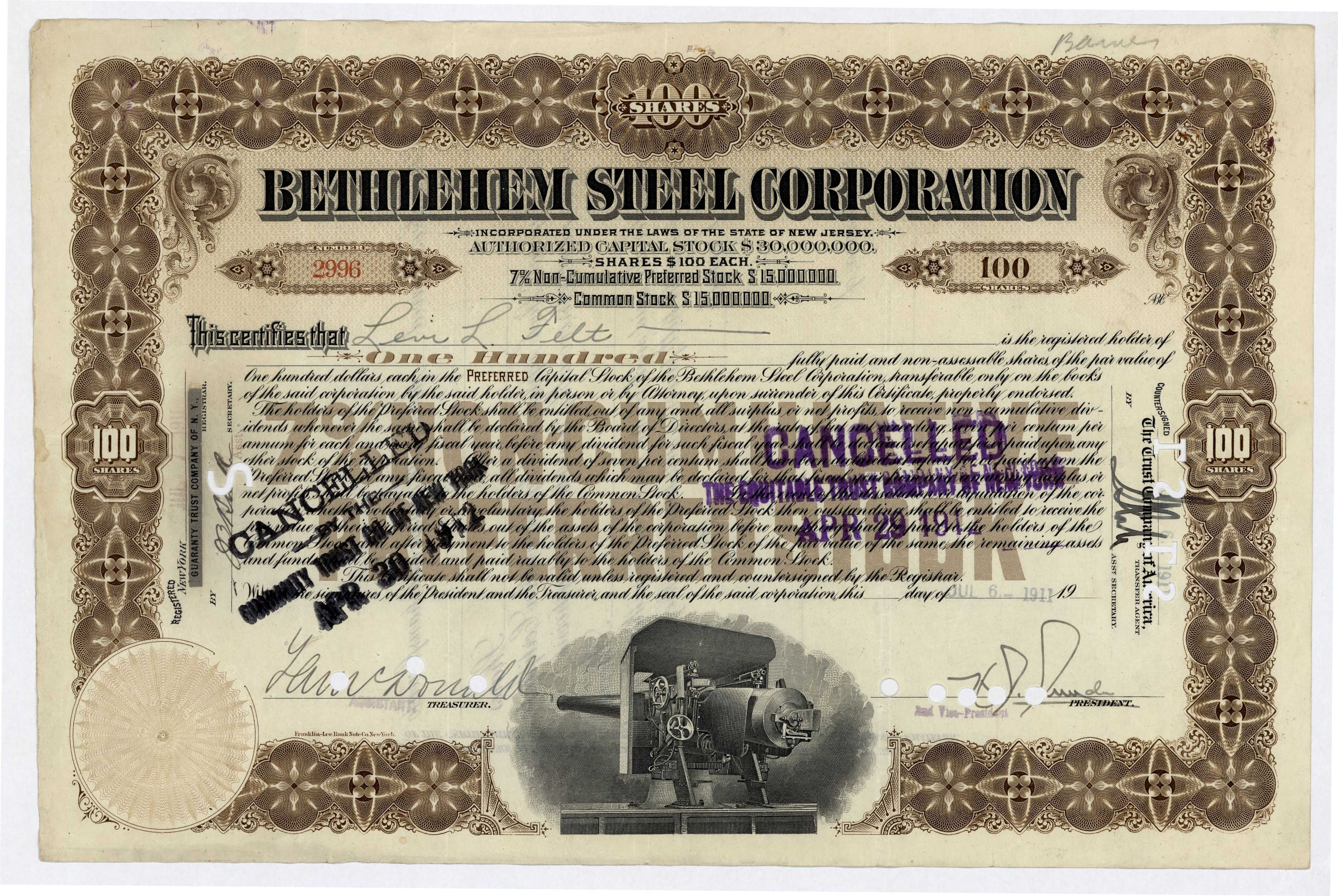
Action de la Bethlehem Steel Corp. en date du 6 juillet 1911.

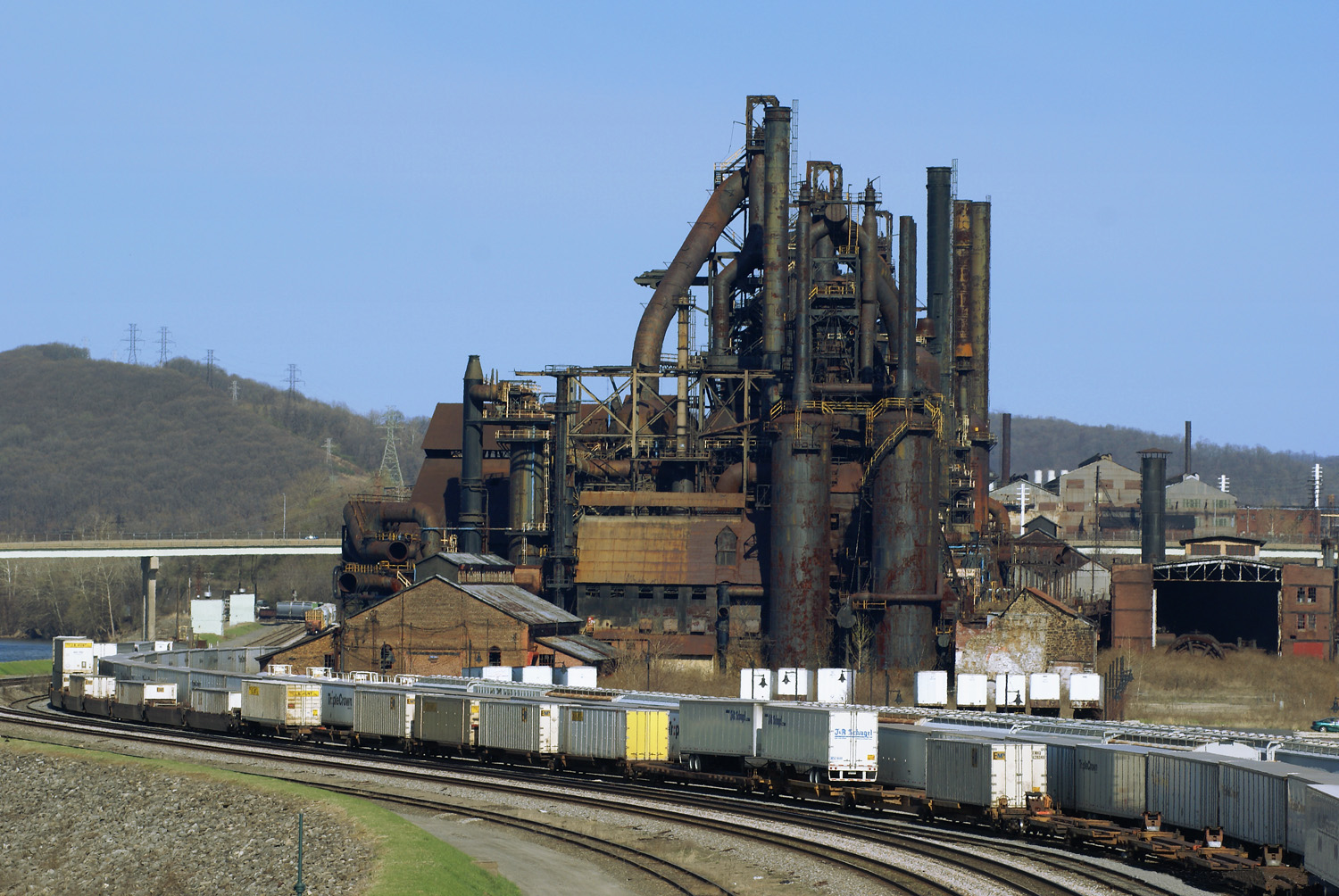
Usine.

La Bethlehem Steel Corporation (1857-2003), basée à Bethlehem en Pennsylvanie, était le deuxième plus grand producteur d'acier des États-Unis après son concurrent U.S. Steel situé à Pittsburgh et grâce à sa filiale Bethlehem Shipbuilding Corporation, l'une des trois principales entreprises de construction navale du pays durant la première moitié du XXe siècle possédant entre autres le chantier naval Fore River de Quincy.
Mais à la suite de sa faillite en 2001, la société fut dissoute et les actifs restants furent vendus à l'International Steel Group (ISG) en 2003.
En 2005, ISG fusionna avec Mittal Steel, ce qui mit fin à la propriété américaine des actifs de Bethlehem Steel.